# Concerto pour tuba de Vaughan Williams
Le Concerto pour tuba en fa mineur est un concerto pour tuba basse et orchestre de Ralph Vaughan Williams. Composé en 1954, il est créé le 13 juin 1954 par l'Orchestre symphonique de Londres dirigé par John Barbirolli avec Philip Catelinet au tuba. Vaughan Williams a écrit ce concerto pour Philip Catelinet.

## Présentation
Le Concerto pour tuba basse et orchestre de Ralph Vaughan Williams est composé en 1954 à l'intention de Philip Catelinet, tuba solo de l'Orchestre symphonique de Londres, dédicataire de la partition. L'œuvre est créée lors d'un concert-jubilé de l'Orchestre symphonique de Londres, avec Catelinet au tuba, sous la direction de John Barbirolli, le 13 juin 1954 à Londres, au Royal Festival Hall,,.
Le concerto est en trois mouvements,, :
1. Prelude – Allegro moderato ;
2. Romanza – Andantino sostenuto, mouvement dans lequel, relève le musicologue Marc Vignal, le tuba « déploie d'étonnantes qualités lyriques[2] » ;
3. Finale – Rondo alla tedesca.

La durée moyenne d'exécution de l’œuvre est de treize minutes environ,.
La partition pour tuba et piano est publiée en 1955 et le conducteur pour tuba et orchestre en 1979, par Oxford University Press. Le mouvement Romanza peut également être joué avec piano à l'euphonium, au basson ou au violoncelle.

## Instrumentation
Le concerto, en fa mineur, est écrit pour tuba solo et orchestre, :
| Instrumentation du Concerto pour tuba basse et orchestre                                    |
| Soliste                                                                                     |
| 1 tuba                                                                                      |
| Bois                                                                                        |
| 2 flûtes (la 2de jouant piccolo), 1 hautbois, 2 clarinettes, 1 basson                       |
| Cuivres                                                                                     |
| 2 cors, 2 trompettes, 2 trombones                                                           |
| Percussions                                                                                 |
| 1 timbalier et 2 percussionnistes jouant caisse claire, triangle, cymbales et grosse caisse |
| Cordes                                                                                      |
| premiers violons, seconds violons, altos, violoncelles, contrebasses                        |